# Bruno Rastier
Ne doit pas être confondu avec François Rastier.
 (octobre 2014).
 (janvier 2017).
Bruno Rastier, né le 23 mars 1965 à Aix-en-Provence, est un chef de chœur français.

## Biographie
Bruno Rastier commence ses études musicales par l'apprentissage de la flûte traversière. Il s'oriente ensuite vers la direction de chœur en suivant le cursus des conservatoires à rayonnement régional de Boulogne et de Paris d'où il sort en 2009 avec un premier prix. Il est également titulaire du Diplôme d'État dans cette spécialité et a suivi par ailleurs la formation du conservatoire à rayonnement régional de Dijon en direction d'orchestre[source insuffisante].
Attaché au rayonnement du chant choral en région Bourgogne, il développe son action pédagogique auprès des chœurs d'enfants et d’adultes qu'il dirige, lors d'atelier ou de stages qu'il anime et dans les rassemblements permettant au public de découvrir six siècles du répertoire de la musique vocale, de la Renaissance à la musique contemporaine,[source insuffisante].
Il a été de 2005 à 2015 délégué général de l'ensemble vocal Arsys Bourgogne et des Rencontres musicales de Vézelay auprès du chef luxembourgeois Pierre Cao. Ils ont amené ensemble le chœur et le festival à un niveau européen. Il a dirigé également Arsys lors de concerts présentant le répertoire de la musique baroque à celles du XXe siècle, et de la période contemporaine ainsi que pour l'enregistrement de La France par chœur publié par Sony,,. Il exerce aujourd'hui son activité de chef de chœur professionnel à plein temps. 
Fin 2015, il crée Hysope, basé sur le territoire provençal. Hysope est un projet choral basé sur 3 piliers : 
- un chœur professionnel[12] qui a donné ses 2 premiers concerts[13] dans le cadre de la saison du Grand Théâtre de Provence à Aix-en-Provence[14],
- des chœurs amateurs : le chœur de chambre (sur audition pour des choristes expérimentés et étudiants et professeurs de musique) et le chœur symphonique[15] (ouvert à tous, par binôme homme/femme),
- des actions pédagogiques, interventions en entreprise et actions d'insertion professionnelle vis-à-vis des chefs de chœurs et des étudiants en chant : 
  - un atelier de direction de chœur à l'année,
  - une académie de direction de chœur et de chant choral une semaine par an (en résidence aux Chorégies d'Orange[16] pour ses 2 premières éditions[17]),
  - l'insertion professionnelle d'étudiants en chant[18] des conservatoires en leur faisant vivre concrètement le métier de chanteur de chœur professionnel.